# Alioranus avanturus
Alioranus avanturus är en spindelart som beskrevs av Jekaterina Michajlovna Andrejeva och Viktor Tysjtjenko 1970. Alioranus avanturus ingår i släktet Alioranus och familjen täckvävarspindlar. Inga underarter finns listade i Catalogue of Life.